# Joventut Nacionalista de Catalunya
Der Joventut Nacionalista de Catalunya (JNC Nationalistische Jugend Kataloniens) ist eine Jugendpartei in Katalonien, die mit der Junts-per-Catalunya-Partei verbunden ist.
Ursprünglich war der JNC die Jugendorganisation der Convergència Democràtica de Catalunya (CDC), die bis zur Einstellung der politischen Aktivitäten der CDC im Jahr 2016 als solche bestehen blieb. In diesem Jahr unterzeichnete die Organisation eine neue Kooperationsvereinbarung mit der Partit Demòcrata Europeu Català (PDeCAT), Nachfolgepartei der CDC.
Im Jahr 2020 wurden der frühere Präsident Carles Puigdemont und sein Gefolge in die von PDeCAT getrennte politische Partei Junts per Catalunya (politische Partei) Junts per Catalunya (Junts) strukturiert. Dieser Bruch (zwischen Junts und PDeCAT) würde dazu führen, dass der JNC seine Beziehungen zur katalanischen Demokratischen Partei (PDeCAT) unterbricht und seine politische Unterstützung für die Junts per Catalunya (politische Partei) zum Ausdruck bringt.

## Unterstützung für Junts (seit 2020)
Im Juli 2020 nahm die Generalsekretärin des JNC, Judith Toronjo Nofuentes, an der Eröffnungsfeier des ersten politischen Konvents des Kongresses der Junts per Catalunya (Junts) teil, gefördert von Carles Puigdemont und seinem politischen Umfeld.
Nach alledem beschloss der Nationalrat der JNC mit einer Mehrheit von 88 %, das Kooperationsabkommen mit der Partit Demòcrata Europeu Català PDeCAT zu brechen. Schließlich genehmigte die JNC-Mitgliedschaft am 23. Oktober 2020 die Unterstützung der Kandidaturen von Junts per Catalunya (politische Partei) und die Förderung eines neuen Kooperationsabkommens mit dieser politischen Partei.